# Kisiny
Kisiny (deutsch Kyschienen) ist ein Dorf in der polnischen Woiwodschaft Ermland-Masuren. Es gehört zur Gmina Działdowo (Landgemeinde Soldau) im Powiat Działdowski (Kreis Soldau).

## Geographische Lage
Kisiny liegt im Südwesten der Woiwodschaft Ermland-Masuren, 20 Kilometer südwestlich der früheren Kreisstadt Neidenburg (polnisch Nidzica) bzw. drei Kilometer südöstlich der heutigen Kreismetropole Działdowo (deutsch Soldau i. Ostpr.).

## Geschichte

### Ortsgeschichte
Das Gründungsjahr von Kischinen – nach 1820 Kischienen – ist das Jahr 1350. Mit einer später erbauten Ziegelei erreichte das Dorf überregionale Bedeutung. Am 28. Mai 1874 wurde Kyschienen Amtsdorf und damit namensgebend für einen Amtsbezirk im Kreis Neidenburg im Regierungsbezirk Königsberg (ab 1905: Regierungsbezirk Allenstein) in der preußischen Provinz Ostpreußen. Das Dorf Kyschienen mit seinen Ortsteilen Gajowken (polnisch Gajówki) und Mansfeld (Mansfeldy) zählte im Jahr 1910 insgesamt 683 Einwohner.
Da im Soldauer Gebiet gelegen, musste Kyschienen samt Amtsbezirk gemäß Versailler Vertrag von 1919 am 10. Januar 1920 an Polen abgetreten werden. Kyschienen erhielt die polnische Namensform „Kisiny“.
Im Jahre 1931 belief sich die Einwohnerzahl des Dorfes auf 819. Am 1. August 1934 wurde die Landgemeinde Działdowo gebildet, zu der Kisiny mit fast allen Orten des früheren Amtsbezirks gehörte. Aufgrund der Kriegsereignisse trat sie jedoch am 26. Oktober 1939 dem Deutschen Reich bei, Kisiny erhielt wieder die deutsche Namensform „Kyschienen“ und wurde am 1. April 1940 erneut das Zentrum eines nach ihm benannten Amtsbezirks, der am 24. April 1940 wieder dem Kreis Neidenburg eingegliedert wurde.
In Kriegsfolge wurde 1945 das gesamte südliche Ostpreußen an Polen abgetreten. Kyschienen wurde wieder „Kisiny“ genannt und ist heute mit dem Sitz eines Schulzenamts (polnisch Sołectwo) eine Ortschaft im Verbund der Gmina Działdowo (Landgemeinde Soldau) im Powiat Działdowski (Kreis Soldau), bis 1998 der Woiwodschaft Ciechanów, seither der Woiwodschaft Ermland-Masuren zugehörig.

### Amtsbezirk Kyschienen

#### 1874–1920
Zum Amtsbezirk Kyschienen gehörten bis 1920 zehn Dörfer:
| Deutscher Name                        | Polnischer Name       |  | Deutscher Name        | Polnischer Name |
| ------------------------------------- | --------------------- |  | --------------------- | --------------- |
| Brodau                                | Brodowo               |  | Kyschienen            | Kisiny          |
| Bursch                                | Burdz                 |  | Purgalken             | Purgałki        |
| Chorapp                               | Chorab (auch: Chorap) |  | Rywoczin (Dorf)       | Rywociny        |
| Königshagen bis 1890: Polnisch Sakrau | Zakrzewo              |  | Rywoczin (Gut)        |                 |
| Kurkau                                | Kurki                 |  | Wiersbau (bei Soldau) | Wierzbowo       |

Sämtliche Orte wurden 1920 an Polen abgetreten.

#### 1940–1945
Zur erneuten Bildung eines Amtsbezirks Kyschienen wurden neben dem Dorf Kyschienen folgende – 1934 der Landgemeinde Działdowo eingegliederten – Orte bestimmt:
| Deutscher Name                        | Polnischer Name |  | Deutscher Name | Polnischer Name |
| ------------------------------------- | --------------- |  | -------------- | --------------- |
| Hohendorf                             | Wysoka          |  | Kurkau         | Kurki           |
| Kämmersdorf                           | Komorniki       |  | Niederhof      | Księży Dwór     |
| Königshagen bis 1890: Polnisch Sakrau | Zakrzewo        |  | Pierlawken     | Pierławki       |

1945 wurden alle Orte mit dem gesamten südlichen Ostpreußen an Polen übergeben.

## Kirche
Kyschienen war vor 1945 in die Evangelische Pfarrkirche Soldau bzw. in die römisch-katholische St.-Adalbert-Kirche Soldau eingepfarrt. Auch heute gehört Kisiny zur katholischerseits St.-Adalbert-Kirche Działdowo, evangelischerseits jedoch jetzt zur Erlöserkirche Działdowo.

## Verkehr
Kisiny liegt verkehrsgünstig an der Woiwodschaftsstraße 544, die von der Woiwodschaft Kujawien-Pommern durch die Woiwodschaft Ermland-Masuren bis in die Woiwodschaft Masowien führt. Aus den Nachbarorten führen außerdem Nebenstraßen in den Ort.
Die nächste Bahnstation ist die Stadt Działdowo an der Bahnstrecke Danzig–Warschau.